# Штайнерот
Штайнерот (нім. Steineroth) — громада в Німеччині, розташована в землі Рейнланд-Пфальц. Входить до складу району Альтенкірхен. Складова частина об'єднання громад Гебгардсгайн.
Площа — 2,53 км2. Населення становить 555 ос. (станом на 31 грудня 2020).

## Галерея

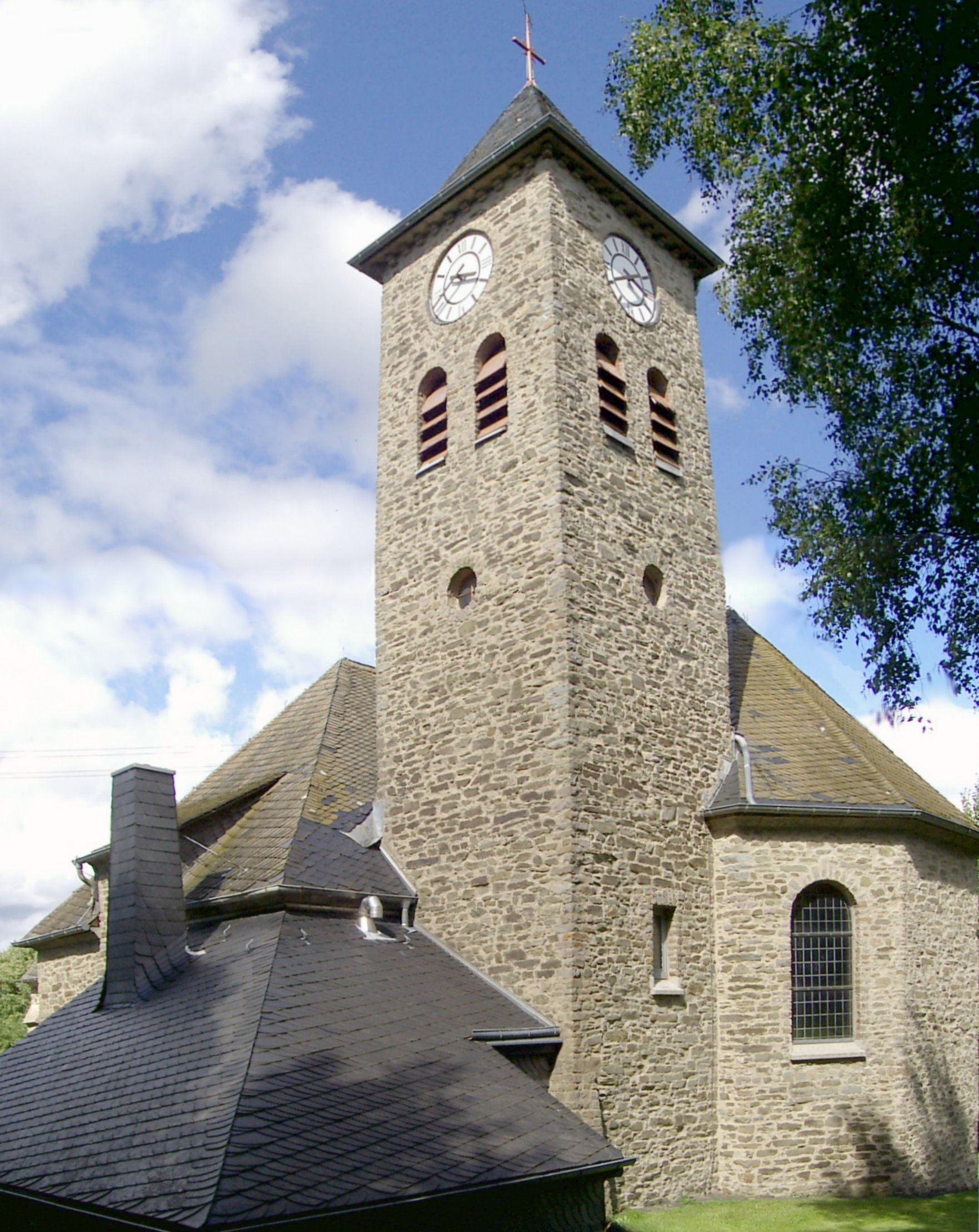